# Antrodiaetus metapacificus
Espèce
Antrodiaetus metapacificus est une espèce d'araignées mygalomorphes de la famille des Antrodiaetidae.

## Distribution
Cette espèce est endémique d'Oregon aux États-Unis,.

## Description
Les mâles mesurent de 6,35 à 7,9 mm.

## Publication originale
- Cokendolpher, Peck & Niwa, 2005 : Mygalomorph spiders from southwestern Oregon, USA, with descriptions of four new species. Zootaxa, no 1058, p. 1–34.